# Okręg wyborczy Grantham
Okręg wyborczy Grantham powstał w 1468 r. i wysyłał do angielskiej, a następnie brytyjskiej, Izby Gmin dwóch deputowanych. Od 1885 r. okręg był jednomandatowy. Okręg położony był w hrabstwie Lincolnshire. Został zlikwidowany w 1997 r.

## Deputowani do brytyjskiej Izby Gmin z okręgu Grantham

### Deputowani w latach 1468–1660
- 1571–1581: Arthur Hall
- 1585: Arthur Hall
- 1586: Henry Bagenall
- 1604–1611: George Manners
- 1604–1611: T. Horseman
- 1621–1622: William Airmine Starszy
- 1621–1622: Clement Cotterill
- 1624–1626: George Manners
- 1625: William Airmine
- 1640–1641: Thomas Hussey
- 1640–1648: Henry Pelham
- 1641–1653: William Airmine
- 1654–1656: William Bury
- 1656–1659: William Ellys
- 1659: Thomas Skipwith
- 1659: William Ellys

### Deputowani w latach 1660–1885
- 1660–1661: Thomas Skipwith
- 1660–1685: John Newton
- 1661–1678: William Thorold
- 1678–1679: Robert Markham
- 1679–1685: William Ellys
- 1685–1689: Thomas Harrington
- 1685–1689: John Thorold
- 1689–1697: John Brownlow
- 1689–1713: William Ellys
- 1697–1701: John Thorold
- 1701–1701: Thomas Baptist Manners
- 1701–1705: Richard Ellys
- 1705–1711: John Manners, markiz Granby
- 1711–1715: John Thorold
- 1713–1715: John Brownlow
- 1715–1722: Edward Rolt
- 1715–1722: John Heathcote
- 1722–1727: Francis Fisher
- 1722–1741: John Brownlow, 1. wicehrabia Tyrconnel
- 1727–1743: Michael Newton
- 1741–1754: John Manners, markiz Granby
- 1743–1770: John Cust
- 1754–1780: lord George Manners-Sutton
- 1770–1774: Francis Cust
- 1774–1776: Brownlow Cust, torysi
- 1776–1780: Peregrine Cust
- 1780–1792: Francis Cockayne-Cust
- 1780–1802: George Manners-Sutton
- 1792–1793: Philip Yorke
- 1793–1802: Simon Yorke
- 1802–1812: Thomas Thoroton
- 1802–1806: William Welby
- 1806–1807: Russell Manners
- 1807–1820: William Earle Welby
- 1812–1818: Robert Percy Smith
- 1818–1826: Edward Cust
- 1820–1820: James Hughes
- 1820–1831: Montague Cholmeley
- 1826–1830: Frederick James Tollemache, torysi
- 1830–1857: Glynne Welby-Gregory, Partia Konserwatywna
- 1831–1832: James Hughes
- 1832–1837: Algernon Gray Tollemache, Partia Konserwatywna
- 1837–1852: Frederick James Tollemache, Partia Konserwatywna
- 1852–1857: lord Montagu Graham, Partia Konserwatywna
- 1857–1868: William Welby-Gregory, Partia Konserwatywna
- 1857–1865: Frederick James Tollemache, Partia Liberalna
- 1865–1868: John Henry Thorold, Partia Konserwatywna
- 1868–1868: Edmund Turnor, Partia Konserwatywna
- 1868–1880: Hugh Cholmeley, Partia Liberalna
- 1868–1874: Frederick James Tollemache, Partia Liberalna
- 1874–1880: Henry Cust, Partia Konserwatywna
- 1880–1885: John William Mellor, Partia Liberalna
- 1880–1885: Charles Roundell, Partia Liberalna

### Deputowani w latach 1885–1997
- 1885–1886: John William Mellor, Partia Liberalna
- 1886–1892: Malcolm Low, Partia Konserwatywna
- 1892–1900: Henry Lopes, Partia Konserwatywna
- 1900–1918: Arthur Priestley, Partia Liberalna
- 1918–1922: Edmund Royds, Partia Konserwatywna
- 1922–1923: Robert Pattinson, Partia Liberalna
- 1923–1942: Victor Warrender, Partia Konserwatywna
- 1942–1950: William Kendall, niezależny
- 1950–1951: Eric Smith, Partia Konserwatywna
- 1951–1979: Joseph Godber, Partia Konserwatywna
- 1979–1997: Douglas Hogg, Partia Konserwatywna